# گروه ۴۲۲ مهندسی رزمی اهواز

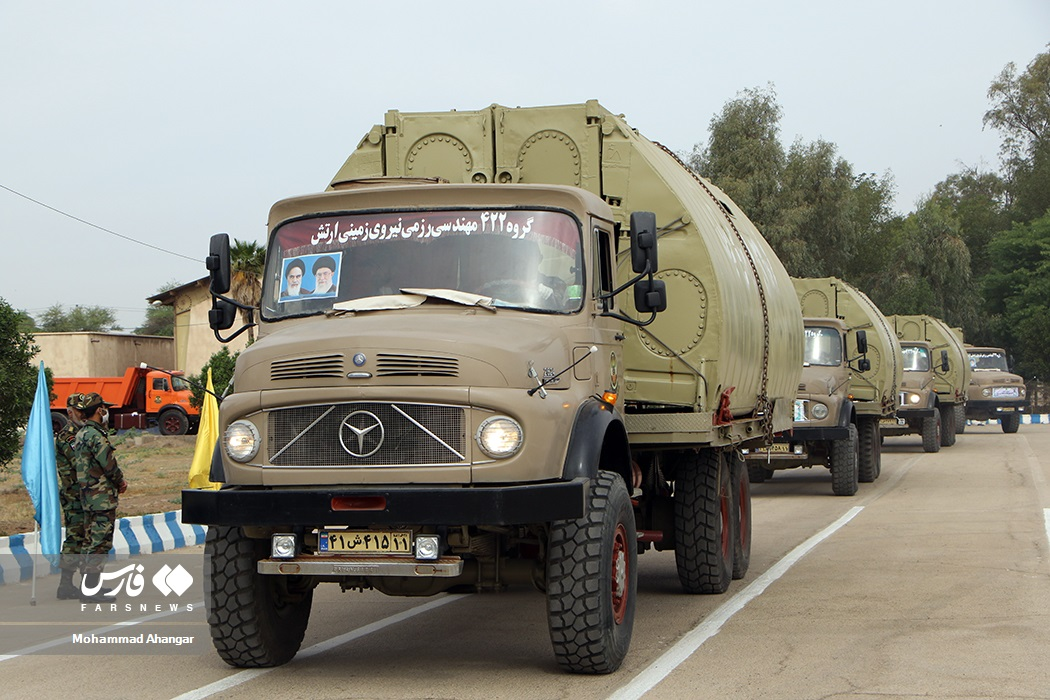
رژه گروه ۴۲۲ مهندسی رزمی به مناسبت روز ارتش، در سال ۱۴۰۱ در اهواز

گروه ۴۲۲ مهندسی رزمی اهواز یگان مهندسی رزمی نیروی زمینی ارتش ایران است، که ستاد فرماندهی آن در منطقه دغاغله، از شهرستان اهواز در استان خوزستان قرار دارد. گروه ۴۲۲ مهندسی رزمی در سال ۱۳۵۴ توسط نیروی زمینی شاهنشاهی ایران، به‌عنوان یگان زیرمجموعه لشکر ۹۲ زرهی اهواز تأسیس شد. در سال ۱۳۶۰ کلیه یگان‌های پل نیروی زمینی ارتش به استعداد ۸ گروهان، در پادگان دغاغله استقرار یافتند و تحت امر این گروه قرار گرفتند. در سال ۱۳۶۹ این یگان با تجهیز و واگذاری وسایل جدید، با استعداد ۲ گردان، از زیرمجموعه لشکر ۹۲ زرهی اهواز خارج شد و به صورت مستقیم تحت امر نیروی زمینی ارتش قرار گرفت. گروه ۴۲۲ مهندسی رزمی در خلال جنگ ایران و عراق از یگان‌های تحت امر لشکر ۹۲ زرهی اهواز بود و در خلال جنگ تلفاتی معادل ۹۵ نفر کشته و ۲۰۳ نفر زخمی داشت. هم‌اکنون سرهنگ حسین فرقانی فرماندهی گروه ۴۲۲ مهندسی رزمی اهواز را برعهده دارد.